# 萊氏食蚊魚
萊氏食蚊魚，為輻鰭魚綱鯉齒目鯉齒亞目花鳉科的其中一種，分布於南美洲哥倫比亞的淡水、半鹹水流域，體長可達3公分，棲息在水淺的湖泊，屬於肉食性，生活習性不明。

## 擴展閱讀
維基物種上的相關：萊氏食蚊魚